# Lista posturilor de radio din București
Aceasta este o listă a posturilor de radio din București care emit pe FM.
| Numele Stației                                   | Frecvența | Genul                                                                                 |
| ------------------------------------------------ | --------- | ------------------------------------------------------------------------------------- |
| Radio Impuls                                     | 88.0 MHz  | Știri, Divertisment, Muzică - Contemporary Hit Radio & Hot Hits                       |
| Radio Trinitas                                   | 88.5 MHz  | Creștin, Religios                                                                     |
| Radio ZU                                         | 89.0 MHz  | Știri, Divertisment, Muzică - Top 40, Hot Hits / Heavy Rotation                       |
| Dance FM                                         | 89.5 MHz  | Muzică - Dance & Clubbing                                                             |
| Magic FM                                         | 90.8 MHz  | Știri, Muzică - Classic & Adult Contemporary                                          |
| Național FM                                      | 91.7 MHz  | Muzică - 100% Românească                                                              |
| One World Radio                                  | 92.1 MHz  | Muzică - Dance & Clubbing, Electro                                                    |
| RFI România \| RFI Monde                         | 93.5 MHz  | Știri interne & internaționale, Talk-Show, Actualitate, Emisiuni informative          |
| Radio Vocea Evangheliei \| Radio Vocea Speranței | 94.2 MHz  | Creștin, Religios                                                                     |
| Radio Guerrilla                                  | 94.8 MHz  | Muzică - Alternative Adult Contemporany                                               |
| Kiss FM                                          | 96.1 MHz  | Știri, Divertisment, Muzică - Top 40, Hot Hits / Heavy Rotation                       |
| Gold FM                                          | 96.9 MHz  | Știri, Muzică - Classic & Adult Contemporary                                          |
| Digi FM                                          | 97.9 MHz  | Știri, Muzică - Soft Adult Contemporary, Emisiuni informative                         |
| București FM                                     | 98.3 MHz  | Știri locale, Muzică - Adult Contemporary, Emisiuni informative                       |
| Radio Itsy Bitsy                                 | 99.3 MHz  | Copii & Sfaturi pentru părinți, Emisiuni informative                                  |
| Virgin Radio                                     | 100.2 MHz | Știri, Divertisment, Muzică - Top 40, Hot Hits / Heavy Rotation                       |
| Rock FM                                          | 100.6 MHz | Muzică - Rock & Classic Rock / 80's & 90's                                            |
| Radio România Cultural                           | 101.3 MHz | Știri, Educațional, Cultural                                                          |
| Romantic FM                                      | 101.9 MHz | Muzică - Oldies / 60's 70's 80's & 90's, Love & Latino & Soft Music                   |
| PRO FM                                           | 102.8 MHz | Știri, Divertisment, Muzică - Top 40, Hot Hits / Heavy Rotation                       |
| Radio Seven                                      | 103.4 MHz | Știri, Muzică - Alternative Adult Contemporary                                        |
| Digi 24 FM                                       | 103.8 MHz | Retransmitere Digi 24                                                                 |
| Radio România Muzical                            | 104.8 MHz | Muzică simfonică, operă/operetă, muzică corală & tradițională, jazz și muzică de film |
| Radio România Actualități                        | 105.3 MHz | Știri, Talk-Show, Emisiuni informative                                                |
| Sport Total FM                                   | 105.8 MHz | Știri & Emisiuni & Transmisiuni sportive                                              |
| 3FM                                              | 106.2 MHz | Retransmitere Antena 3                                                                |
| Europa FM                                        | 106.7 MHz | Știri, Muzică - Adult Contemporary, Emisiuni informative                              |

Frecvente duplicate pentru posturile de radio din tabelul de mai sus: 
| Frecventa | Post radio                |
| --------- | ------------------------- |
| 91.3 MHz  | Kiss FM                   |
| 95.3 MHz  | Radio Trinitas            |
| 98.7 MHz  | Virgin Radio România      |
| 99.6 MHz  | Digi FM                   |
| 102.2 MHz | Radio România Actualități |
| 103.7 MHz | Radio România Cultural    |
| 104.1 MHz | Radio România Cultural    |
| 107.0 MHz | Radio România Actualități |
| 107.5 MHz | Europa FM                 |